# 1184 Gaea
1184 Gaea (1926 RE) là một tiểu hành tinh vành đai chính được phát hiện ngày 5 tháng 9 năm 1926 bởi Karl Wilhelm Reinmuth ở Heidelberg.
Nó được đặt theo tên Gaea (Gaia), goddess of Earth ở Greek mythology, who was wife thuộc Uranus.